# Joseph Deniker
Joseph Deniker, né le 6 mars 1852 à Astrakhan en Russie et mort le 18 mars 1918 à Paris, est un naturaliste  et anthropologue français, principalement connu comme un des premiers à avoir établi une classification des « races » européennes.

## Biographie

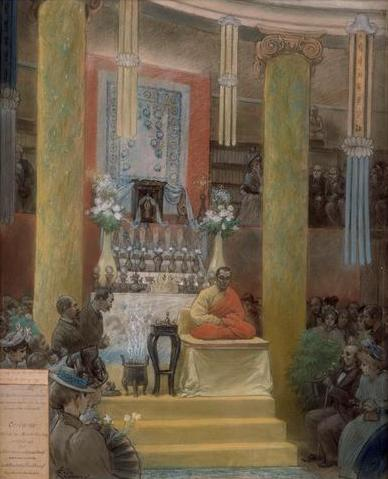
Pastel de Félix Régamey figurant la cérémonie bouddhique tibétaine au musée Guimet présidée par Agvan Dorjiev à laquelle assistent Georges Clemenceau (au premier plan à droite) et Alexandra David-Néel le 27 juin 1898.

Joseph Deniker est né de parents français à Astrakhan. Après avoir étudié à l'Institut technologique d'État de Saint-Pétersbourg (rus.), il devient ingénieur, et à ce titre, voyage énormément dans les régions pétrolifères du Caucase, en Europe centrale, en Italie et en Dalmatie. Il s'installe à Paris en 1876, étudie à la Sorbonne et obtient un doctorat en sciences naturelles. En 1888, il est nommé bibliothécaire en chef du Muséum national d'histoire naturelle, fonction qu'il occupera jusqu'en 1918. À ce titre, il est à l'origine, en 1906, de la création de l'association des bibliothécaires de France  dont il sera le premier président jusqu'en 1908.
Joseph Deniker fut l'un des rédacteurs en chef du Dictionnaire de géographie universelle et publia de nombreux articles dans les revues anthropologiques et zoologiques.
En 1898, il est présente Agvan Dorjiev en visite en France à Émile Guimet. Le 27 juin de cette année, assisté de Buda Rabdanov (ru), Dorjiev conduit une cérémonie bouddhique tibétaine, la première en France selon Roland Barraux, au musée Guimet en présence de Georges Clemenceau et d'Alexandra David-Néel. Dorjiev donne également un long exposé sur le bouddhisme en mongol traduit simultanément en russe par Rabdanov, puis du russe en français par Joseph Deniker. Alexandra David-Néel qui se convertira plus tard au bouddhisme pose timidement quelques questions.

## Publications

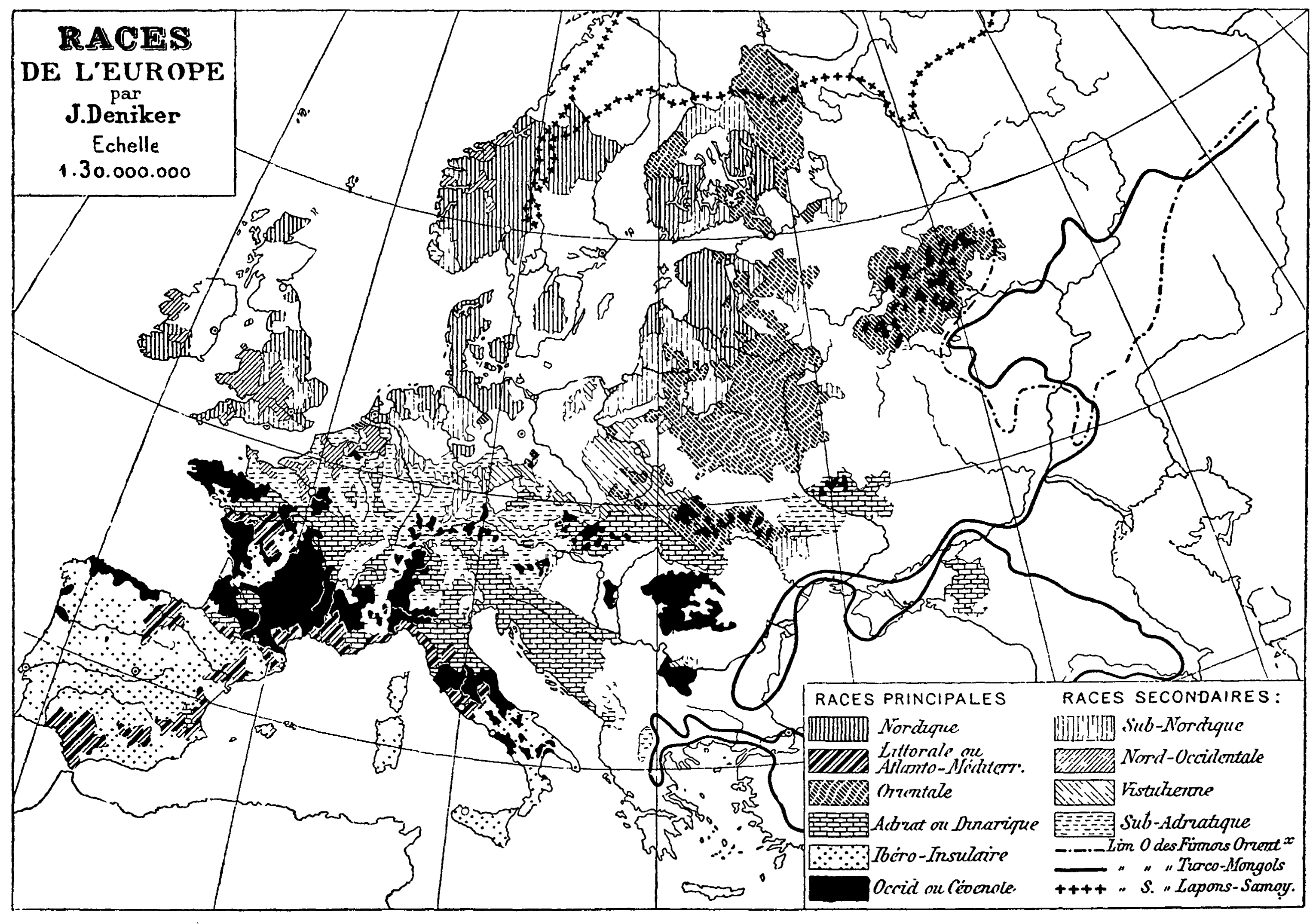
« Races de l'Europe » de 1899, carte de Deniker, listant comme « races principales » : Nordique, Littoral, Oriental, Dinarique, Ibérique, Occidental et comme « races secondaires » : Subnordique, Nord-Occidental, Vistulien, Subadriatique. Vers le Nord et l'Est, les frontières des territoires colonisés par les « races » non-Européennes sont représentées : Sami (Lapon) (nord), Finnois orientaux (Finno-ougrians) (Est) et Turco-Mongols (Est et Sud-Est).

- Recherches anatomiques et embryologiques sur les singes anthropoïdes (1886)
- Étude sur les Kalmouks (1883)
- Les Ghiliaks (1883)
- Races et peuples de la terre (1900)
The races of man: an outline of anthropology and ethnography (1900)
- « La première photographie de Lhassa » (photographie d'Ovché Narzounof), La Géographie, vol. IV (4), octobre 1901, p. 242-247
- « New Light On Lhasa The Forbidden City, with photographs by Ushe Narzunof », The Century Magazine (The Century Illustrated Monthly Magazine), 66 (4), août 1903, p. 544-554
- « Trois voyages à Lhassa (1898-1901) par Ovché Narzounof, pèlerin kalmouk » (présentation), Le Tour du monde - Journal des voyages, nouvelle série, livraisons no 19 et 20, 7-14 mai 1904
- (en) Joseph Deniker (trad. Alice Getty), The gods of northern Buddhism, their history, iconography, and progressive evolution through the northern Buddhist countries, Oxford, The Clarendon Press, 1928 (OCLC 187464691, lire en ligne)

## Distinctions
- Officier d'académie (1890)
- Officier de l'Instruction publique (1896)
- Chevalier de la Légion d'honneur (1909)[6]